# افسون‌زدگی جدید
افسون‌زدگی جدید: هویت چهل‌تکه و تفکر سیار کتابی به زبان فرانسوی از داریوش شایگان است که به مشکلات جوامع بشری در عصر فرامدرن می‌پردازد. 

## نقد
رضا داوری اردکانی، مسعود پدرام، محمدمهدی مجاهدی و بیژن عبدالکریمی در کتاب مونیسم یا پلورالیسم: واکاوی هستی‌شناسی یک نظریه اجتماعی به نقد این کتاب پرداخته‌اند.
علی شیرخانی نیز نقدی بر کتاب نوشته‌است.